# Katholische Kirche Ahvaz
Die Katholische Kirche Ahvaz (persisch کلیسای مسیحیان کاتولیک) ist eine Kirche in der Stadt Ahvaz in Iran, die in den 1960er Jahren gebaut wurde. Sie ist die einzige katholische Kirche in der chaldäisch-katholischen Erzeparchie Ahvaz.

## Standort
Die Katholische Kirche von Ahvaz steht in einem Straßenkarree, das im Norden durch die von der Kirche etwa 20 m entfernten Salman-Farsi-Straße, im Westen durch die Schahid-Moslem-Straße, im Osten durch eine Seitengasse der Salman-Farsi-Straße nahe der wenig weiter östlich verlaufenden Schariati-Straße und im Süden durch die Schahid-Nadschafi-Straße begrenzt wird. Der Eingang ist vom Westen von der Schahid-Moslem-Straße durch ein Quergebäude und über einen Innenhof. Sie steht etwa 1,2 km westlich des Bahnhofs Ahvaz und 1 km südlich der armenisch-apostolischen Kirche St. Mesrop.

## Geschichte
Der Fund von Erdölvorkommen im 20. Jahrhundert machte die um 1900 nur etwa 2000 Einwohner zählende Stadt Ahvaz zu einem Zentrum der Ölindustrie und zog Tausende von Zuwanderern an, unter ihnen auch etliche Chaldäer. Am 3. Januar 1966 wurde die chaldäisch-katholische Erzeparchie Ahvaz gegründet. Die chaldäisch-katholische Kirche von Ahvaz wurde unter Leitung des Architekten und Stadtentwicklers Aziz Georges Safiri († 1968) errichtet. Safiri war auch der Vertreter des Papstes für die Christen im südlichen Iran. Nach der Islamischen Revolution und besonders durch den iranisch-irakischen Krieg kam es zu einem Exodus der chaldäischen Christen. Im Jahre 2017 hatte die Erzeparchie Ahvaz nach eigenen Angaben noch 35 chaldäische Christen in Ahvaz und im ganzen südlichen Iran. Dennoch gilt die Katholische Kirche Ahvaz noch als die mit den meisten Gottesdiensten in Ahvaz, zu denen einmal monatlich auch Priester aus Isfahan kommen. Dort sind die Dominikaner seit dem 17. Jahrhundert mit der katholischen Kirche Unserer Lieben Frau vom Rosenkranz präsent. Reisende beschrieben die Kirche im Jahre 2019 als geschlossen, nicht zugänglich und ohne Hinweise auf Aktivität.

## Architektur
Die in West-Ost-Richtung stehende Katholische Kirche Ahvaz ist ein zweigeschossiges Gebäude mit rechteckigem Grundriss und Flachdach, an dessen östlichem Ende sich die halbkugelige Kuppel mit Kreuz auf zylindrischem Tambour befindet. Die Kirche ist nicht direkt von außen zugänglich: Der Eingang des Gebäudes befindet sich in einem Innenhof, auf den man von einer südlichen Seitengasse der Salman-Farsi-Straße durch einen äußeren Eingang unter einem Quergebäude gelangt, das den Innenhof im Westen begrenzt.

## Weitere Kirchen und Verwechslungen
In Ahvaz gibt es drei Kirchen: die Katholische Kirche, die armenisch-apostolische St.-Mesrop-Kirche und die Evangelische Kirche Ahvaz. Darüber hinaus gibt es auch eine Hauskirche. Mitunter kommt es zu Verwechslungen. So nennt die katholische Website GCatholic.org als Kathedralkirche der chaldäisch-katholischen Erzeparchie Ahvaz die St.-Mesrop-Kirche, gibt dabei aber den Standort und das Luftbild der Katholischen Kirche Ahvaz an.